# Luis Pírez
Luis A. Pírez (ur. 1933) – piłkarz urugwajski, napastnik.
Jako piłkarz klubu Racing Montevideo wziął udział w turnieju Copa América 1956, gdzie Urugwaj zdobył tytuł mistrza Ameryki Południowej. Pírez zagrał w dwóch meczach – z Peru (w 87 minucie zmienił Carlosa Borgesa) i Argentyną (w 71 minucie zmienił Carlosa Borgesa).